# هرتزسپرونگ ۱۶۹۳
سیارک ۱۶۹۳ (به انگلیسی: 1693 Hertzsprung، نامگذاری:1935LA) هزار و ششصد و نود و سومین سیارک کشف شده‌است که در ۵ مه ۱۹۳۵ کشف شد.
قدر مطلق سیارک برابر ۱۰٫۹۷ است.